# Palatul Bursei

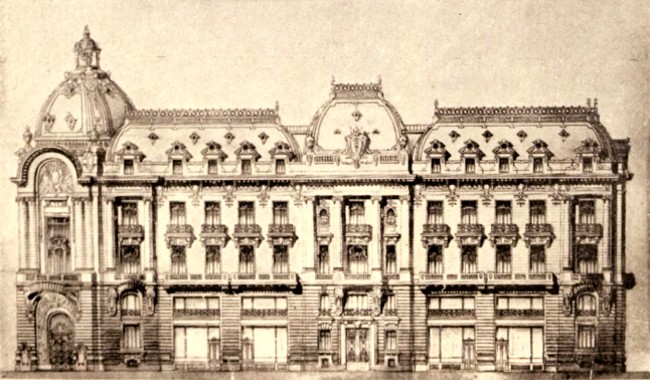
Plan al palatului, din Bucarest en 1906

Palatul Bursei este o clădire din București, construită între anii 1906-1912, după planurile arhitectului Ștefan Burcuș. Stilul este Beaux-Arts, specific perioadei Belle Époque. Începând cu anul 1955 a devenit sediul Bibliotecii Centrale de Stat Biblioteca Națională a României. În 2008 clădirea a fost retrocedată  proprietarului de drept, Camera de Comerț și Industrie a Municipiului București.
Cel care a adus în discuție pentru prima data problema necesității construirii unui sediu pentru Camera de Comerț și Industrie a Municipiului București într-o zona centrală a fost regele Carol I în 1904, la sugestia lui George G. Assan. 
Arhitectul ales prin concurs a fost Ștefan Burcuș, iar structura de rezistență a fost proiectată de inginerul Gogu Constantinescu, cărămizile putând suporta o sarcină de 150 kg/cm2 iar planșeele urmând a fi realizate din beton armat. Stilul este cel neoclasic francez, cu pilaștri și coloane în stil corintic. Arhitectului Ștefan Burcuș i se datorează, de asemenea, Palatul Artelor, construit de ing. E. Grant, Pavilionul Regal, Palatul administrativ din Craiova (actuala Prefectură) și Catedrala episcopală din Galați, proiectată în colaborare cu arh. Petre Antonescu.
În conformitate cu legea 863/25.02.1906 (adoptată la 25 februarie 1906) clădirea a fost construită pe un teren de la intersecția străzilor Doamnei și Vestei (actuala stradă Ion Ghica) rămas viran în urma dărâmării fostei clădiri a clucerului Bărcănescu, unde odinioară fusese Senatul României. Terenul a fost dăruit la 3 martie 1906 de ministrul industriei, Ioan Lahovary, cu condiția ca lucrările sa fie începute în cel mult trei ani și construcția să fie finalizată în cel mult șapte ani.
Ceremonia așezării pietrei de temelie a avut loc la 11 mai 1908, în prezența reprezentanților Casei Regale.